# لی اون جی
لی اون جی (کره‌ای: 이은지؛ زادهٔ ۲۳ ژوئیهٔ ۲۰۰۶) ورزشکار ورزش شنا اهل کره جنوبی است.
وی در مسابقات کشوری و بین‌المللی در مجموع برندهٔ ۱ مدال نقره، ۴ مدال برنز شده است.